# HD49416
HD49416 — хімічно пекулярна зоря спектрального класу
B9 й має видиму зоряну величину в смузі V приблизно 9,9.

## Пекулярний хімічний вміст
Зоряна атмосфера HD49416 має підвищений вміст
Si
.